# Ecclinusa dumetorum
Ecclinusa dumetorum är en tvåhjärtbladig växtart som först beskrevs av Charles Baehni, och fick sitt nu gällande namn av Terence Dale Pennington. Ecclinusa dumetorum ingår i släktet Ecclinusa och familjen Sapotaceae. Inga underarter finns listade i Catalogue of Life.